# Altdorf (Titting)
Altdorf is een plaats in de Duitse gemeente Titting, deelstaat Beieren.

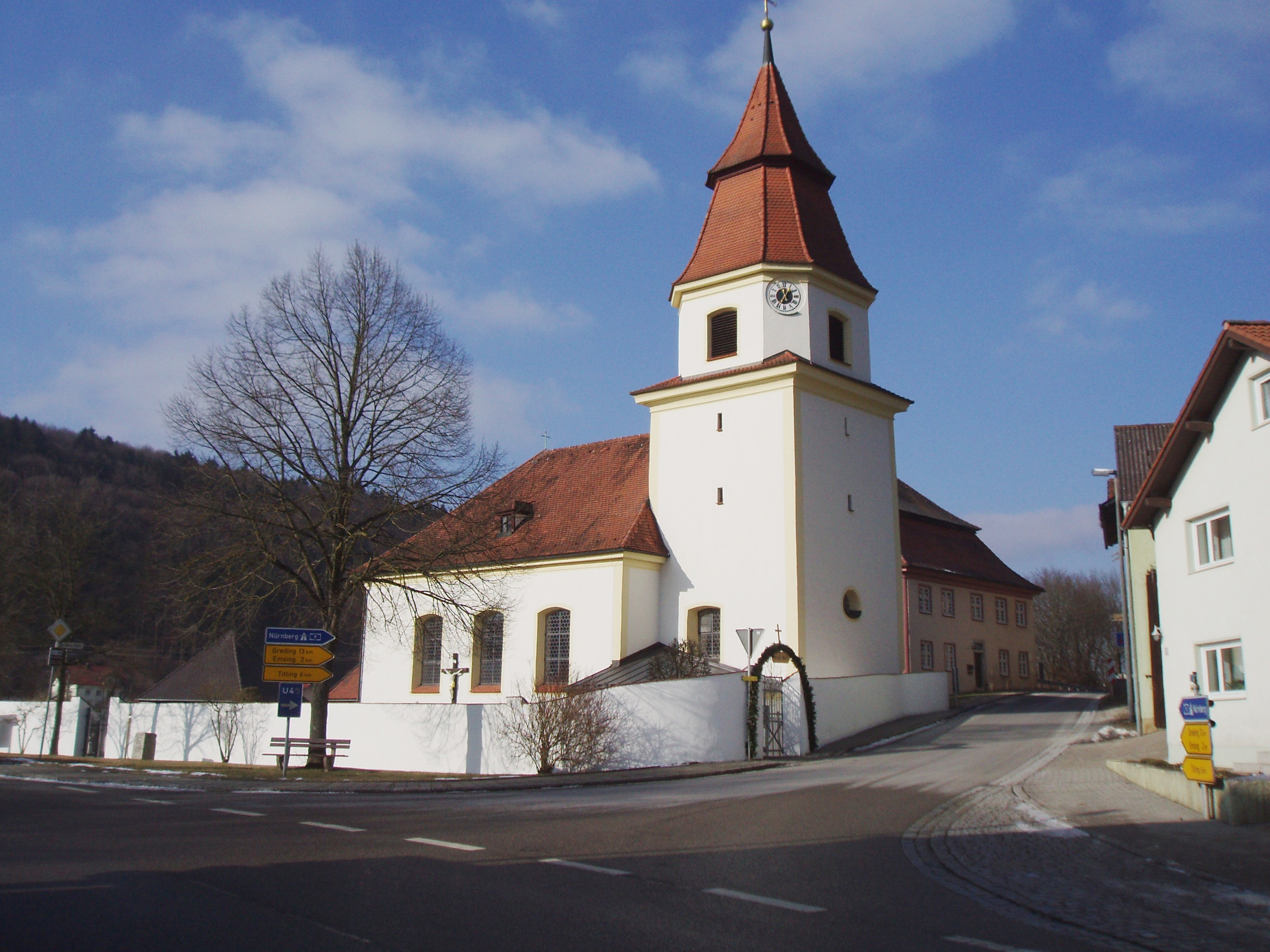